# Slunj
Slunj és una ciutat de Croàcia, al comtat de Karlovac. Es troba a la ruta nord-sud entre Karlovac i el parc nacional dels llacs de Plitvice, a la confluència dels rius Korana i Slunjčica. Slunj té una població de 1.674 habitants, amb un total de 5.076 persones al municipi (2011) i és el centre cultural i social de la regió de Kordun, a la rodalia de Bòsnia i Hercegovina. Administrativament, la ciutat forma part del comtat de Karlovac. Slunj és un municipi subdesenvolupat que està classificat estadísticament com a zona de primera categoria de preocupació especial pel govern de Croàcia.

## Història
Slunj és mencionada per primer cop al segle xii. Fou fortificada per la família Frankopan durant les guerres contra els otomans. La vila es desenvolupà al voltant de la vella fortalesa, propietat de la família d'ençà el segle xv, i d'un monestir de franciscans. Al segle xvi la vila fou arrasada pels otomans i esdevingué una fortalesa de frontera. Quedà alliberada a finals del segle xvii.
Sota la dominació dels Habsburg d'ençà el segle xvi al si de l'Imperi Austríac formà part de Cisletània segons el compromís de 1867 entre hongaresos i austríacs.